# Avex globe
avex globe（エイベックス グローブ）は、エイベックス・エンタテインメントのレコードレーベル。globeやそのメンバーのみが所属するプライベートレーベルである。
規格品番はCDがAVCG、DVDがAVBG、VHSがAVVG、BDがAVXG、USBメモリなどの特殊商品がAVZG。

## avex globeレーベルのCD
- globe featuring KEIKO
  - on the way to YOU（2000年3月29日）
- globe featuring MARC
  - THE MAIN LORD（2000年3月29日）
- globe featuring TK
  - Throwin'down in the double 0（2000年3月29日）
- globe vs push
  - dreams from above（2002年7月31日）
- KEIKO
  - KCO（2003年12月10日）

なお、エイベックス側での企画盤（「SUPER EUROBEAT presents〜」等）はavex traxよりリリースされる。